# Chaetanthus leptocarpoides
Chaetanthus leptocarpoides là một loài thực vật có hoa trong họ Restionaceae. Loài này được R.Br. mô tả khoa học đầu tiên năm 1810.